# Пишчеви записи 1969—1980.
Пишчеви записи 1969—1980. су збирка одабраних дневничких записа Добрице Ћосића која се надовезује на Пишчеве записе 1951—1968.. Она обухвата период који је писац провео у опозицији Титовом режиму, а завршава се годином Титове смрти. У првом периоду 1969—1972, Ћосић се идеолошки сукобљава са српским „либералима“ и са њима полемише, а каснији део записа се претежно бави критиком Тита и титоизма. Ова књига објављена је 2001. године. Ћосићеви записи се настављају књигом Пишчеви записи 1981—1991.

## 1969.
Ћосић је подвргнут жестоким нападима водећих комунистичких функционера. Латинка Перовић, секретар Централног комитета Савеза комуниста Србије, квалификује његова схватања као "православну светосавску доктрину". Марко Никезић, председник Централног комитета Савеза комуниста Србије, назива га "националистом", "ранковићевцем" и "реакционаром који тежи обнови старог поретка". Ћосић Борби шаље одговор на Никезићеве нападе, који Борба не објављује, али га писац преноси у записима. Истовремено, прима честитке из читаве земље: Срби из Приштине први му телефоном честитају Нову годину, зову га студенти, пишу му радници.

## 1970.
Ћосић одбија позив Управе Удружења књижевника Србије да учествује на Октобарским сусретима писаца, наводећи у писму управи удружења да на Октобарским сусретима неће учествовати у знак протеста што је подвргнут полицијској контроли и зато што се над српским народом "систематски спроводе свакојаке дискриминације; политичким средствима и насиљем упорно се разбија, дезинтегрише, фалсификује, уништава култура и историјско и културно биће српског народа", а на Октобарским сусретима ће учествовати многобројни писци који, по његовом мишљењу, учествују у томе.
У новембру телефонира му Иво Андрић и тражи да се састану на Тргу Маркса и Енгелса (данашњи Трг Николе Пашића). Ћосић се пита о чему се ради, јер му је Андрић претходно телефонирао само два пута, и то једном да му се захвали што се код Јована Веселинова заузео да му се додели стан који гледа на Пионирски парк (данас је ту Андрићев спомен-музеј), а други пут да му се захвали на вечери. Када су се нашли Андрић му саопштава да га је предложио за чланство у Српској академији наука и уметности. Ћосић је неколико година раније одбио предлог Војислава Ђурића да га кандидује за дописног члана академије. Андрић га саветује: "Ви сте, бар у мом сећању, једини писац кога напада највиша власт. Они с врха и са свих страна. Нико не зна шта вас може снаћи... С тим у вези, желео бих да вам кажем: данас сам вас предложио и за дописног члана Академије. Цело одељење је гласало за вас. Само један глас нисте добили. За вас су, Добрице, наступила опасна времена. Послушајте ме, не одбијајте кандидацију за члана Академије. Може вам то бити једина стреха. Не бежите од закона кад дува кошава. А на вас се стуштила". Ћосић се захваљује и прихвата његов савет да постане члан Академије.

## 1971.
Ћосић шаље писмо Централном комитету Савеза комуниста Југославије у коме се, између осталог, наводи: "Обавештавам вас да више нисам члан Савеза комуниста Југославије. Нисам зато што је вођство Савеза комуниста Југославије изневерило све битне принципе Народноослободилачке борбе и револуције; што је у целини порекло Програм Савеза комуниста Југославије; што се поклонило националистичким идеологијама, особито великохрватству; што је обесправило и понизило српски народ; што је завело режим тешке социјалне неравноправности, гурнуло радничку класу и сеоску сиротињу у беду и прошњу по свету; што је онемогућило борбу за истину и људско достојанство; што је компромитовало идеје социјалистичке самоуправе; што је довело земљу до руба историјске пропасти; што је генерацију револуционара понизило и осрамотило пред собом и потомцима; што је све огрезло у политичком неморалу, лажима, аферама и лицемерју; што нема знања, памети и поштења да реши судбинске проблеме Југославије; што је омогућило настајање чудовишне Титове монархије са престоницом на Брионима".
Пријатељи обавештавају Ћосића да му се спрема хапшење. У накнадном запису, Ћосић препричава свој сусрет са Марком Никезићем, председником Централног комитета Савеза комуниста Србије, који се одиграо после Титове смрти, када су обојица били прогнани из политичког живота. Том приликом му је Никезић испричао да је једном приликом у његов кабинет ушао Славко Зечевић, министар унутрашњих послова Србије, и показао му потписан налог за Ћосићево хапшење. Никезић му је рекао да не сме да га ухапси без Титовог одобрења, па се истог дана састао са Титом и успео да га одговори од хапшења Ћосића и образложио свој став речима: "Ћосић је врло популаран међу интелигенцијом и омладином. Ми ћемо у Србији имати озбиљне политичке проблеме због његовог хапшења“, на шта је Тито одговорио: „Па, онемогућите га, бога му!" Никезић му је то обећао и наредио Зечевићу да га не хапси.

## 1972.
Забрањено је растурање Ћосићеве књиге "Моћ и стрепње". Прославу „Шест векова Крушевца" анализира Општински комитет Савеза комуниста Крушевца и критикује организаторе, између осталог, што су јој присуствовали људи који су „у сукобу са партијом": Добрица Ћосић, Антоније Исаковић, Матија Бећковић и Милић Станковић. На седници ЦК СК Србије високи функционер СКЈ Вели Дева жестоко напада Марка Никезића и Латинку Перовић, односно Општински комитет Савеза комуниста Крушевца, зато што је поводом прославе „Шест векова Крушевца“ Добрицу Ћосића прогласио за почасног грађанина.
Судски је забрањен часопис „Филозофија“, чији је главни уредник био Љубомир Тадић, а главни разлог је чланак Добрице Ћосића „Процеси, пресуде и наивна питања“, који се бави суђењем професору Правног факултета Михајлу Ђурићу. 
Ћосић подноси оставку на дужност председника Српске књижевне задруге, јер не може да поднесе „антинационалистичку“ харангу телевизије, радија, новина које га свакодневно нападају. Оставка је прихваћена, а уједно су оставке поднели и комплетан Главни одбор и председништво. 
Три политичка форума: Извршни одбор градске конференције ССРН, Председништво Градског већа Синдиката Београда и Секретаријат Председништва Савеза омладине Србије издали су саопштење да су против кандидовања Добрице Ћосића за Октобарску награде Београда, а у саопштењу се наводи да је „не може добити човек који је дуже година у идеолошком сукобу са Савезом комуниста Југославије и Савезом комуниста Србије".
Излазе прве две књиге Времена смрти, што Ћосић помиње у запису писаном накнадно, 2000. године.

## 1973.
Меша Селимовић се, са супругом Дарком, преселио у Београд, и, док није добио стан, живео код Ћосића. Ћосић пише: "Он је одвећ мудар и самосвестан човек и даровит писац да би прихватио муслиманство као националност, знајући своје српске претке и њихово порекло. Образован на српској и европској култури и матерњем језику - српском, Меша није могао да прихвато сувереност 'босанског духа' и посебност босанскохерцеговачке књижевности, као националне, тј. државне књижевности." Добрица је преко Драгише Ђурића Гилета замолио Бранка Пешића да нађе Селимовићу стан; Пешић је обећао да ће то урадити.
2. јуна Ћосићу на врата стана долази непознат човек и, представивши се као совјетски дипломата, моли га да се спусте два спрата ниже да му нешто поверљиво каже. Ћосић је оставио отворена врата стана и позвао супругу да стоји на њима, а он је са „дипломатом“ сишао два спрата ниже. Ту му је он, на руско-српском рекао да му Јуриј Андропов, шеф КГБ-а, поручује да се чува и дао му савете како да избегне потенцијални атентат.
Ћосић пише генералу армије Николи Љубичићу, државном секретару за народну одбрану, о случају Владимира Мијановића, који је био један од предводника студентске побуне 1968. Мијановић је осуђен на годину дана затвора због вица о председнику Титу који је испричао док је био на одслужењу војног рока. Ћосић апелује на Љубичића да интервенише, на шта му шеф Љубичићевог кабинета одговара саопштењем да је Врховни суд потврдио пресуду Владимиру Мијановићу, "па је тиме свака интервенција правно онемогућена".

## 1974.
Добрица путује у свој родни крај, али му је одмор упропашћен сталном и видном контролом Удбе. 
Александар Солжењицин, руски писац, прогнан је из Совјетског Савеза, о чему Ћосић пише са дубоком резигнацијим (интересантно је поменути да је Ћосић присуствовао парастосу Александру Солжењицину у Саборној цркви у Београду 2008. године, пуне 34 године касније).
Савезна скупштина усвојила је нови Устав, који Ћосић оштро критикује.
У фебруару на Дивчибарама одржан је изразито опозициони српских интелектуалаца симпозијум Српског филозофског друштва на тему "Култура и револуција" на коме је Ћосић Тита назвао Зевсом, а самоуправни социјализам потрошачким стаљинизмом и антистаљинистичким стаљинизмом. На скупу је говорио и песник Драгољуб Игњатовић, који је због тог говора осуђен на три и по године робије.
Априла месеца Добрица и супруга, са песником Танасијем Младеновићем и његовом супругом Олгом, били су у Режевићима, код Светозара Вукмановића Темпа у гостима. По повратку у Београд пише: "Испуњен сам многим недоумицама док посматрам неке истакнуте Црногорце како поричу своје српство. У комунистичком покрету и социјалистичком периоду многи од њих постали су неки другачији Црногорци од Петрових, Његошевих и Николиних Црногораца: црногорски Црногорци. То црногорство је данас политичка странка на антисрпској и реакционој основи; оно ће у Црној Гори имати присталица све док припадност тој странци буде доносила власт, привилегије, неку додатну таштину."
Пише каталог за изложбу „Прозори“ Миће Поповића.
У новембру проводи десетак дана у Паризу са ћерком Аном. То је његова прва посета Француској после 14 година.

## 1975.
Излази трећа књига романа "Време смрти". Иако је то најскупљи био роман у Југославији, први тираж од 10.000 примерака распродат је за недељу дана.
Загребачке новине Вјесник објавиле су чланак „Спрега Праксис - Добрица Ћосић“, који су пренеле београдску новине Политика, Борба и друге. То је коментар Ћосићевог говора са симпозијума „Култура и револуција“ на Дивчибарама, у коме се Ћосић оштро напада. Његов деманти није објављен.
13. марта умро је Иво Андрић, а Ћосић се присећа њиховог последњег значајнијег разговора, када му је Андрић рекао: „У Босни вам је сада, Добрице, оно што је покојни Калај сневао, а није као дипломата смео да изговори. У Босни побеђује Бошњаштво. Старо, а младо. И нека да Бог да моја нога више никад не крочи преко Дрине..."
Ћосића у Нину напада члан Извршног комитета Централног комитета Србије Жарко Папић. У септембру, са Љубомиром Тадићем, проводи пет дана на Гочу, али им је летовање пресело због сталне полицијске контроле. 
Новембра месеца, са супругом Божицом, проводи десетак дана у Врњачкој Бањи. Њихов одмор прекида Удба: док су били у шетњу, удбовци су узели кључ са рецепције, ушли у собу и направили преметачину. Следећег дана Божица и Добрица су се вратили у Београд. Добрица је послао протестно писмо Петру Стамболићу, члану Председништва СФРЈ. На ово писмо никада није добио одговор.
Крајем децембра борави у Бечу са Дејаном Медаковићем у склопу припрема за четврту књигу "Времена смрти". Медаковић је желео да му покаже своју родну кућу, па су дан и ноћ провели у Загребу.

## 1976.
Ћосић пише скице за (никад објављену) књигу о Титу. Да би универзализовао лик Тита као тиранина, чита Плутарха, Тацита, Светонија и записује у посебној свесци идеје о Титу.
Ћосић често разговара са Александром Ранковићем и преноси у свој дневник Ранковићево сведочење о значајним догађајима у којима је учествовао: бици на Неретви, десанту на Дрвару, Кадињачи, Авноју, оснивању партизанских одреда, Голом отоку, случају Арса Јовановића, случају Милована Ђиласа и другим темама и догађајима којима је Ранковић био непосредан сведок. Он у више наврата обелодањује Ћосићу Титов кукавичлук и деспотизам, описујући како је званична комунистичка историја „штелована“ да Тита представи у што бољем светлу.
Полицијска контрола над Ћосићем се стално појачава и проширује. У грочанску кућу му поново улази Удба.
Примљен је за редовног члана Српске академије наука и уметности. Приштинске новине Рилиндија пишу о том чину: "Ми смо овде тај чин пропратили великом биолошком експлозијом". И београдска режимска штампа је негативно коментарисала овај догађај.
Власт покушава да му „напакује“ утају пореза. Ћосић се у вези са овим писмом обраћа градоначелнику Београда Живораду Ковачевићу, на које никада није добио одговор. А порез је платио после дуге и детаљне провере пореских и полицијских органа, који су на крају установили да није утајио ниједан динар од хонорара примљених за своје књиге.

## 1977.
Ћосићева викендица у Гроцкој се распукла и инжењери су му рекли да би је и најмањи потрес могао срушити, а у свом стану на углу Палмотићеве и Косовске улице не може да ради од градске буке, па се писмом обраћа градоначелнику Београда Живораду Ковачевићу. Не добија одговор. У пријатељском разговору, жали се Павлу Савићу, председнику САНУ, на незаконите поступке власти, која му не допушта да замени стан или нађе плац у тихом крају Београда, било ком осим Дедиња. Савић се обраћа Дражи Марковићу, председнику Председништва СР Србије, који му одговара: "Слушај, Пајо, док смо ми на власти, Добрици Ћосићу неће бити решено стамбено питање. И немој за то да се заузимаш."
Од 4. до 17. априла са супругом борави на мору с Танасијем Младеновићем и његовом супругом. Били су у Примоштену, у гостима код доктора Јована Рашковића и његове жене Тање. Ћосић и Војислав Ђурић, са супругама, обилазе Студеницу, Сопоћане, Љубостињу, Манасију.
Ћосић одржава приступну беседу у САНУ, коју пред новинарима критикују председник Председништва СР Србије Дража Марковић, министар унутрашњих послова генерал Фрањо Херљевић и сви режимски медији. Истовремено, и поред активне медијске кампање против беседе, она нигде ниједанпут није објављена.
Под притиском Ивице Рачана, члана Извршног комитета ЦК СК Хрватске, обустављено је штампање девет Ћосићевих романа у Хрватској. Ћосић упућује протестна писма Председништву СФРЈ, Председништву ЦК Савеза комуниста Југославије и ЦК Савеза комуниста Србије.
Крајем године, са супругом, проводи двадесет дана у Шибенику код доктора Јована Рашковића.
Током ове године Ћосић наставља рад на четвртој књизи свог романа "Време смрти".

## 1978.
Загребачки Вјесник напада Ћосића као „источно оријентисаног“, односно, просовјетског писца, зато што је његов роман "Време смрти" објављен у Чехословачкој. Ћосић пише писмо Владимиру Бакарићу, подсећајући га на њихов разговор из 1963. године, наглашавајући како је Бакарић од тад прилично променио своје ставове о српско-хрватским односима и уређењу Југославије. Ни на ово писмо не добија одговор. У Њујорку пуштено у продају америчко издање ове књиге, а минхенски Ди велт се веома похвално изразио о „писцу у немилости титоизма“.
У Босни и Херцеговини су, по наређењу Министарства унутрашњих послова и Министарства просвете, у школама спаљивали Дечје новине, због пригодног чланка о роману "Корени". Директори школа су нареди деци која су примала Дечје новине да их донесу од куће и у школском дворишту, уз присуство чланова „комисије за друштвену самозаштиту“, ритуално спале. Ћосић шаље писмо Председништву Централног комитета СКЈ.
Београдска телевизија, у емисији „Југославија, како је други виде“, приказала је делове Ћосићевог интевјуа Независној енглеској телевизији, који је дао маја 1976, поводом пресуде изречене адвокату Срђи Поповићу због одбране песника Игњатовића. Ћосић пише протестно писмо Едварду Кардељу, који му није одговорио на ово писмо.
Заједно са Милованом Ђиласом планира састанак са водећим хрватским опозиционарима, између осталог са Фрањом Туђманом, Иваном Звонимиром Чичком и Драженом Будишом, али је неспреман да иде у Загреб, па Ђилас одлази сам. По повратку, Ђилас тврди да су хрватски и словеначки сепаратисти мањина у својим народима, док Ћосић и Матија Бећковић мисле супротно.
Наставља се рад на четвртој књизи "Времена смрти".

## 1979.
Излази четврта књига "Времена смрти", што новине и друга средства информисања нису забележила, али је за само месец дана продато тридесет хиљада примерака. Ћосић се спрема за писање Времена зла и Времена власти.
Влада Србије не дозвољава Ћосићу да замени стан. Он о овом проблему пише писмо Ивану Стамболићу, председнику Извршног већа Скупштине Србије, али му нећак Петра Стамболића не одговара. Он затим пише писмо Лазару Колишевском, који је замењивао Тита у Председништву СФРЈ. Ни он му на то писмо не одговара, али га убрзо позива министар у влади Србије, доктор Миленко Мојсиловић, да га обавести да му је из Председништва Србије и кабинета Драже Марковића саопштено да су уклоњене сметње за куповину и укњижење куће. Ћосић се сели, а у за накнадном запису објашњава и како је до тога дошло: наиме, два месеца после Титове смрти код њега је дошао Лазар Колишевски и испричао му како је решио његово стамбено питање. Пошто је прочитао његово писмо, као потпредседник Председништва СФРЈ, нашао се на муци: знао је да ће писмо својом оштрином увредити Тита, ако му га покаже. Зато је сачекао тренутак када је Тито био добро расположен да би му показао Ћосићево писмо. Тито га је узео, делимично прочитао и вратио га Колишевском, рекавши само: "Поступите по закону". Колишевски је о томе обавестио Дражу Марковића, који је марао ту наредбу да проследи министру Мојсиловићу.

## 1980.
12. јануара Ћосића позива Служба државне безбедности да га обавести да је забрањен разговор о роману који је требало да се одржи на „Слободном универзитету“ београдске опозиције, у његовој кући, на шта он одговара Служби протестним писмом.
4. маја умро је Тито. Ћосић је требао 6. и 7. маја да одржи два предавања на Лондонском универзитету и да посети славистичке центре на Оксфорду и Кембриџу. Он одустаје од пута и пише: „Нека то буде мали израз захвалности за добро које ми је учинио тај највећи непријатељ мог народа у последњем столећу“. Он опширно пише о Титовој смрти и пратећим појавама, напомињући да је Југославија без Тита неодржива. Милован Ђилас, Матија Бећковић и Ћосић су годинама, скоро сваке суботе, разговарали о историји, политици, књижевности. Он овде наводи мишљења о Титу сваког од њих, пошто те разговоре из опреза није записивао, јер није желео да полиција зна о чему разговарају, иако су знали да их прислушкују.
У јулу проводи, са супругом, десетак дана у гостима код Наде и Љубомира Симовића на Златибору.
У августу је требало да са Матијом Бећковићем обиђе Црну Гору, али Удба прети Матијиној мајци да ће јој убити сина ако дође у Колашин, па они тај пут отказују, а Ћосић пише протестно писмо Вељку Милатовићу, председнику Председништва СР Црне Горе. Милатовић му на ово писмо одговара и тврди да полиција Црне Горе не стоји иза тога, али каже: "Желим истовремено да вас подсјетим да и у Служби државне безбедности постоји солидарност и међусобно испомагање којему не сметају републичке границе".
Љубомир Тадић и Добрица Ћосић упућују писмо - програмску основу часописа Јавност, који су основали после Титове смрти, на преко 450 адреса, с циљем сабирања умног и моралног потенцијала земље за темељно реформисање југословенског државноправног и политичког поретка. Добили су око 120 позитивних одговора.